# Volontariat international de la francophonie
Pour les articles homonymes, voir Volontariat international.
 (août 2020).
Si vous disposez d'ouvrages ou d'articles de référence ou si vous connaissez des sites web de qualité traitant du thème abordé ici, merci de compléter l'article en donnant les références utiles à sa vérifiabilité et en les liant à la section « Notes et références ».
 (août 2020).
Le volontariat international de la francophonie (VIF) est un programme de l'Organisation internationale de la francophonie (OIF) en faveur de la jeunesse émanant de la décision des chefs d'État et de gouvernement membres de l'OIF lors du sommet de Bucarest de septembre 2006. Le programme VIF, axé sur la mobilité Sud-Sud, offre aux jeunes ressortissants des pays membres de la francophonie une expérience à l'étranger pour une durée d'un an afin de valoriser leurs compétences sur un projet spécifique. Ce projet est porté par un des opérateurs de la francophonie ou une structure tierce partenaire de l'OIF.

## Historique
Le programme de volontariat international de la francophonie a été adopté par le XIe sommet de la francophonie, à Bucarest, en 2006, sous l'impulsion du secrétaire général Abdou Diouf. La phase pilote du programme s'effectue entre 2008 et 2009 et connait un succès avec le déploiement de 37 jeunes volontaires ressortissants de 14 pays francophones.

## Structures d'accueil
Les structures d'accueil constituent une institution francophone dans laquelle le volontaire va réaliser sa mission. Elle peut être :
- une implémentation de l'OIF ;
- une implémentation d'un opérateur de la francophonie ;
- une structure tierce partenaire de l'OIF ou des opérateurs spécialisés dans le cadre d'un projet spécifique.

## Statistiques
Depuis son lancement en 2007, le programme de VIF a touché près de 200 jeunes originaires de 28 pays :
- dont 51 % de femmes, 49 % d’hommes ;
- ayant une moyenne d’âge de 28 ans ;
- avec 75 % de personnes originaires de pays du Sud et de l'Europe centrale et orientale.